# Szóalakvegyülés
A magyar nyelvészetben szóalakvegyülésnek, szóvegyülésnek vagy szókeveredésnek, latinul contaminatio-nak nevezik azt a véletlen vagy tudatos szóalkotási módot, amely során két azonos vagy rokon értelmű szó elemei összekeverednek egymással úgy, hogy az egyik első része a másik végső részével egyesül. Az így létrejött új szó jelentése megegyezik az alapszavakéval.
Lengyel (2000) a szóösszevonás egyik fajtájának tartja, ennek másik típusa, a szóösszerántás mellett, és mindhármat a mozaikszó-alkotás nagyobb kategóriájába sorolja. Ezzel szemben Cs. Nagy 2007 nem sorolja a mozaikszó-alkotás kategóriájába, a szóösszerántást pedig a szóvegyülés egyik fajtájának tekinti.
Mindkét szerző szerint a szóvegyülés abban különbözik a szóösszerántástól, hogy ez utóbbi új szó tudatos alkotása két egymástól eltérő jelentésű szóból szintén úgy, hogy az egyik első része a másik végső részével egyesül (pl. cső + orr → csőr), a szóösszevonástól pedig abban, hogy ez egy szószerkezethez tartozó két vagy több egyszerű szó, illetve összetett szó tagja első részének az összetevéséből áll, pl. Mozgókép-forgalmazási Rt. → Mokép.
A szóvegyülés főleg véletlen nyelvbotlásnak tudható be. Akkor történik, amikor egy szóalak felidézésének pillanatnyi zavara közben két azonos vagy rokon értelmű szó egyszerre jut a beszélő tudatába, és a hangalakok kimondásakor összekeverednek. Ilyenek az alábbi példák:
(angolul) swurse ← swear ’átkozódik, esküszik’ + curse ’átkozódik’;
(angolul) Mozart’s symphonatas *’Mozart szimfonátái’ ← symphonies ’szimfóniák” + sonatas ’szonáták’.
Máskor a szóvegyülés ugyancsak egyéni, de tudatos, például tréfás szándékkal keletkezik. Egyes ilyen szavak kikerülnek a nyelvbotlás, az egyéni nyelvhasználat köréből, általánossá válnak és egyesek az értelmező szótárakba is bekerülnek, mint például a csokréta (← csokor + bokréta) szó.
Egyéb meghonosodott magyar példák az alábbiak:
bugyborék ← bugyog + buborék;
csupasz ← csupa + kopasz;
ordibál ← ordít + kiabál;
rémiszt ← rémít + ijeszt;
zargat ← zavar + kerget;
Egyéb nyelvekben is vannak meghonosodott szóvegyülések:
(középkori latinul) carminum ← arab qirmiz ’karmazsin’ + latin minium ’hegyi cinóber, természetes mínium’;
(franciául) cahute ’kunyhó’ ← cabane ’bódé’ + hutte ’viskó’;
(románul) cocostârc ’gólya’ ← cocor ’daru’ + stârc ’gémféle’.
Szóvegyüléssel keletkezett szavak is lehetnek jövevényszavak. A carminum-ból ún. vándorszó lett. Megvan a német nyelvben (Karmin), a hollandban (karmijn), a franciában és az olaszban (carmin), az oroszban (кармин [karmin]). Olasz és német közvetítéssel került a magyarba kármin alakban.